# Hammers of Misfortune
Hammers of Misfortune est un groupe de metal progressif américain originaire de San Francisco, en Californie. le style musical du groupe varie d'album en album, incorporant à la fois différents éléments sonores de folk metal, doom metal, NWOBHM, black metal, du rock des années 1970, et du thrash metal. Le groupe est fondé par le guitariste John Cobbett, à la fois producteur et compositeur du groupe.

## Biographie
Hammers of Misfortune est formé au milieu des années 1990 sous le nom original d'Unholy Cadaver. À cette période, le line-up ne se constituait que de deux membres : le guitariste John Cobbett et le batteur Chewy Marzolo, qui se partageaient les morceaux au chant. Avec l'aide d'autres musiciens, parmi lesquels Mike Scalzi du groupe The Lord Weird Slough Feg, ils enregistrent un album studio. Cependant, seuls trois de leurs morceaux musicaux apparaissent dans leur Demo No. 1, tandis que la majeure partie des autres morceaux ne seront pas parus avant 2011 dans le LP Unholy Cadaver distribué au label Shadow Kingdom Records. La première parution d'Unholy Cadaver démontre le style musical de Hammers of Misfortune, et des éléments de death metal (principalement avec la voix de John Cobbett), qui seront plus tard représenté dans les futurs enregistrements.
En 2000, le groupe change de nom pour Hammers of Misfortune, repris de l'un de leurs titres sous Unholy Cadaver. Après l'arrivée de Scalzi et Janis Tanaka (anciens membres de Fireball Ministry et L7), le groupe fait paraître son album concept, The Bastard, au label Tumult Records. The Bastard est bien accueilli par la scène metal, et est récompensé de « meilleur album en 2001 » par des magazines tels que Terrorizer et Lamentations Of The Flame Princess.
En 2003, le groupe signe un contrat chez Cruz Del Sur Music, et y fait paraître son second album, The August Engine, à la fin de l'année. Cet album est bien accueilli avec un 10 sur 10 de la part du magazine Brave Words and Bloody Knuckles, notamment. Après la sortie de The August Engine, Janis Tanaka quitte le groupe et se voit remplacer par Jamie Myers. À la suite de la parution de l'album The Locust Years, le groupe subit des changements de son line-up. Mike Scalzi quitte le groupe pour mieux se concentrer sur son groupe, The Lord Weird Slough Feg, idem pour Jamie Myers qui, lui, préférera s'occuper de sa famille. Scalzi est remplacé par Patrick Goodwin, et Myers par Jesse Quattro. Le premier batteur du groupe, Chewy, part puis rejoint le groupe. Avec ce nouveau line-up, le groupe fait paraître le double album, Fields/Church of Broken Glass, en 2008. Cependant, ce line-up subira encore des changements : Quattro et Goodwin quittent le groupe en 2010. Cobbett recrute par la suite la guitariste et chanteuse Leila Abdul-Rauf et le chanteur Joe Hutton.
En mars 2010, Hammers of Misfortune annonce son deal avec le label Metal Blade Records. Dès lors, Metal Blade redistribue les albums The Bastard, The August Engine, The Locust Years, et Fields/Church of Broken Glass. En octobre 2011, le groupe fait paraître son cinquième album studio 17th Street,.

## Discographie
- Unholy Cadaver EP (1998) - sous le nom de Unholy Cadaver
- The Bastard (2001)
- The August Engine (2003)
- The Locust Years (2006)
- Fields/Church of Broken Glass (2008)
- 17th Street (2011)
- Dead Revolution (2016)
- Overtaker (2022)

## Formation
Membres actuels
- John Cobbett - guitare
- Joe Hutton - chant
- Leila Abdul-Rauf - guitare, chant
- Sigrid Sheie - clavier, chant
- Max Barnett - basse
- Chewy Marzolo - batterie

Anciens membres
- Janis Tanaka - basse, chant
- Mike Scalzi - guitare, chant
- Jamie Myers - basse, chant
- Ron Nichols - basse
- Patrick Goodwin - guitare, chant
- Jesse Quattro - chant